# Sofias universitet
Sofias universitet (bulgariska: Софийски университет „Св. Климент Охридски“) är ett universitet i Bulgariens huvudstad Sofia.